# Tella (Puenteceso)
Tella o San Eleuterio de Tella (llamada oficialmente Santo Eleuterio de Tella) es una parroquia española del municipio de Puenteceso, en la provincia de La Coruña, Galicia.

## Entidades de población
Entidades de población que forman parte de la parroquia:
- A Tabona
- Calle (A Calle)
- Cuñarros (Os Cuñarros)
- Fontán
- Gándara (A Gándara)
- Petón (O Petón)
- Rueiro (O Rueiro)
- Seixos (Os Seixos)
- Trabe (A Trabe)
- Vereda (A Vereda)

## Demografía
| Gráfica de evolución demográfica de Tella entre 2000 y 2020 |
|                                                             |
| Datos según el nomenclátor publicado por el INE.            |